# Władimir Gierard
Władymir Nikołajewicz Gerard (1839-1903) – adwokat, sądowy orator, szlachcic, brat Nikołaja Gerarda.
Ukończył Wyższą Szkołę Prawa w Sankt Petersburgu (1859). Pracował w Ministerstwie Sprawiedliwości w Królestwie Polskim (w komisji prawnej przygotowywał wprowadzenie kodeksów sądowych. Od 1866 r. starszy sekretarz Senatu i członek sądu okręgowego w Petersburgu. Od 1868 r. przeszedł do adwokatury i był do końca członkiem Izby Adwokackiej w Petersburgu. W latach 1902–03 był jej przewodniczącym.
Miał opinię jednego z największych autorytetów wśród adwokatów carskiej Rosji. Specjalizował się w sprawach kryminalnych, ale jednocześnie występował jako obrońca w największych procesach politycznych II połowy XIX wieku – w procesie „nieczajewców”, w sprawie „50”, w sprawie „193”, bronił zabójcę cara Aleksandra II. Zajmował się również działalnością dobroczynną – wiele lat był przewodniczącym Stowarzyszenia obrony dzieci przed okrutnym traktowaniem. Był mocno związany ze środowiskiem inteligencji artystycznej – przyjaźnił się z kompozytorem Czajkowskim i poetą Apuchtinem (koledzy ze studiów). Portretowany przez Riepina (1893).